# Acidi grassi coniugati
Un acido grasso coniugato è un acido grasso polinsaturo contenente due o più doppi legami alternati ad un legame singolo, con sequenza C=C‒C=C, al contrario dei più comuni acidi grassi polinsaturi non coniugati che hanno un gruppo metilene tra i 2 doppi legami, C=C‒C‒C=C.
I legami coniugati comportano una delocalizzazione degli elettroni.
Gli acidi grassi coniugati sono particolarmente suscettibili all'ossidazione e gli oli ad alto tenore di acidi grassi coniugati trienoici o tetraenoici sono oli siccativi che polimerizzano esposti all'aria ed al calore in tempi molto più brevi dell'olio di lino. Gli oli vegetali ricchi di acidi grassi coniugati, come l'olio di tung (Aleurites fordii), sono relativamente rari, e per una loro produzione a costi più bassi sono state sviluppate varietà transgeniche. 
Il processo di isomerizzazione degli acidi grassi polinsaturi che può trasformare dieni o trieni non coniugati in coniugati, può essere realizzato semplicemente riscaldando ad alte temperature un olio vegetale per tempi relativamente lunghi, temperature e tempi che normalmente si evita di utilizzare nella tipica raffinazione degli oli, proprio per impedirne la polimerizzazione.

## Biosintesi degli acidi grassi coniugati
Gli acidi grassi coniugati sono stati individuati tra i lipidi di origine animale e vegetale.
Acidi coniugati a catena corta, come l'acido sorbico derivano da glicosidi con la rottura dell'anello lattone e la rimozione di 2 molecole d'acqua.
Gli acidi coniugati dienoici a catena lunga, cioè con 2 doppi legami, sono tipicamente prodotti per isomerizzazione dell'acido oleico in acido vaccinico e successiva desaturazione come avviene nei ruminanti, o per isomerizzazione batterica dell'acido linoleico. 
Gli acidi grassi coniugati con più di 2 doppi legami vengono prodotti nelle piante attraverso reazioni catalizzate da enzimi, coniugasi, varianti delle desaturasi, in grado di trasformare negli acidi grassi polinsaturi non coniugati un doppio legame in 2 doppi legami coniugati. 
Questo comporta che gli acidi coniugati con 18 atomi di carbonio e 3 doppi legami, trienoici, derivino dall'acido linoleico, e quelli con 4 doppi legami, tetraenoici, dall'acido linolenico
| Principali acidi grassi coniugati        | Principali acidi grassi coniugati | Principali acidi grassi coniugati | Principali acidi grassi coniugati                |
| n° doppi legami                          | notazione delta                   | nome comune                       | fonti in natura                                  |
| ---------------------------------------- | --------------------------------- | --------------------------------- | ------------------------------------------------ |
| Acidi dienoici (2 doppi legami)          | 6:2Δ2t,4t                         | acido sorbico                     | bacche di Sorbus aucuparia                       |
| Acidi dienoici (2 doppi legami)          | 18:2Δ10t,12c                      | CLA                               | bioisomerizzazione dell'acido oleico o linoleico |
| Acidi dienoici (2 doppi legami)          | 18:2Δ9c,11t                       | CLA , acido rumenico              | bioisomerizzazione dell'acido oleico o linoleico |
| Acidi trienoici (3 doppi legami)         | 18:3Δ8c,10t,12c                   | acido jacarico                    | olio di semi di Jacaranda mimosifolia            |
| Acidi trienoici (3 doppi legami)         | 18:3Δ8t,10t,12c                   | acido α-calendico                 | olio di semi di Calendula officinalis            |
| Acidi trienoici (3 doppi legami)         | 18:3Δ8t,10t,12t                   | acido β-calendico                 | olio di semi di Calendula officinalis            |
| Acidi trienoici (3 doppi legami)         | 18:3Δ9c,11t,13t                   | acido α-eleostearico              | olio di semi di Aleurites fordiid                |
| Acidi trienoici (3 doppi legami)         | 18:3Δ9t,11t,13t                   | acido β-eleostearico              | olio di semi di Aleurites fordiid                |
| Acidi trienoici (3 doppi legami)         | 18:3Δ9c,11t,13c                   | acido punicico                    | olio di semi di Punica granatum                  |
| Acidi trienoici (3 doppi legami)         | 18:3Δ9t,11t,13c                   | acido catalpico                   | olio di semi di Catalpa ovata                    |
| Acidi tetraenoici (4 doppi legami)       | 18:4Δ9c,11t,13t,15c               | acido α-parinarico                | olio di semi di Impatiens balsamina              |
| Acidi tetraenoici (4 doppi legami)       | 18:4Δ9t,11t,13t,15t               | acido β-parinarico                | olio di semi di Impatiens balsamina              |
| Legenda: CLA = acido linoleico coniugato |                                   |                                   |                                                  |

## Effetti sulla salute
La maggior parte degli studi volti a valutare gli effetti degli acidi grassi coniugati sulla salute umana è stata condotta su isomeri coniugati dell'acido linoleico.
Solo recentemente si sono aggiunte ricerche sugli effetti sulla salute di alcuni acidi coniugati trienoici e tetraenoici. Isomeri diversi possono mostrare effetti sostanzialmente diversi.
Gli effetti più significativi e discussi sarebbero:
- anti-obesità[12][13],
- anti-carcinogenico[14][11][15][16].
- aumento della massa muscolare[17][13],
- anti-aterogenico[13][18],
- anti-diabetogenico[13][19],
- immunomodulatore[13],
- apoptotico[20],[21][22][23][24]
- osteosintetico.[13][25].

Varie ricerche evidenziano anche potenziali rischi per la salute associati agli acidi grassi coniugati.